# Isacco da Forlì
 (juin 2013).
Isacco da Forli ou Isaac ben Ovadia ben David est un peintre italien, un enlumineur et un écrivain, qui fut actif au XVe siècle.

## Biographie
Isacco da Forlì, adepte du judaïsme, a été actif à Florence et Mantoue. Certains de ses manuscrits sont conservés à Florence, Bologne et Mantoue.

## Œuvres
Les manuscrits qui nous sont parvenus sont de la période 1427 - 1467 :
- Bible complète.
- Psaumes.
- Livres de prières.
- Copie d'une œuvre de Jacob ben Asher, le texte Arba'a Turim, considéré comme une source essentielle pour l'éthique médicale du judaïsme.

L'année de copie de ce texte est estimée à l'an 1435.
Pasternak[Lequel ?] a fait l'éloge de son « Profond sens esthétique ainsi que de la qualité de ses matériaux. »

## Sources
- (it) Cet article est partiellement ou en totalité issu de l’article de Wikipédia en italien intitulé « Isacco da Forlì » (voir la liste des auteurs).